# Благодатное (Белгород-Днестровский район)
Благода́тное (укр. Благодатне) — село, относится к Белгород-Днестровскому району Одесской области Украины.
Население по переписи 2001 года составляло 241 человек. Почтовый индекс — 67790. Телефонный код — 4849. Занимает площадь 0,73 км².

## История
В 1945 году Указом ПВС УССР село Кайябей переименовано в Благодатное.

## Местный совет
67790, Одесская область, Белгород-Днестровский р-н, с. Адамовка, ул. Шевченко, 2.